# Skuremåla naturreservat
Skuremåla är ett naturreservat i Ronneby kommun i Blekinge län.
Området har varit skyddat sedan 1982 och är 32 hektar stort. Det är beläget öster om Kallinge och består av ås- och deltabildningar som bildats vid inlandsisens avsmältning.
Naturreservatet består till stor del av ett kulturlandskap med åkrar, skog och betade lövhagar. Där växer grova björkar, bokar och ekar. Betesdjur håller marken öppen. Kruståtel, rödsvingel, rödven, knippfryle, gråfibbla, teveronika, backsippa och bergssyra är vanliga växter.
Naturreservatet ingår i EU:s ekologiska nätverk, Natura 2000.